# Friedrich Alexander von Korff
Friedrich Alexander Freiherr (Baron) von Korff (* 30. Dezember 1713 in Ostpreußen; † 12. November 1786 in Königsberg i. Pr.) war ein königlich-preußischer Beamter zur Zeit von Friedrich II.

## Leben
Korffs Eltern waren der Oberst in polnischen Diensten Friedrich Heinrich von Korff (1677–1746) und dessen Ehefrau Sophie Luise von Koehn und Jaski aus dem Haus Jaskendorf.
Korff studierte neun Jahre Rechtswissenschaft an der Albertus-Universität Königsberg und der Brandenburgischen Universität Frankfurt. Im Jahr 1740 wurde er Preußischer Legationsrat in Kassel. Als das Zarentum Russland im Siebenjährigen Krieg Ostpreußen annektiert hatte, bewährte sich Korff „durch umsichtigen Patriotismus“. Friedrich II. entsandte ihn 1762 zu Friedensverhandlungen und wegen der Rückgabe Ostpreußens zu diplomatischen Verhandlungen mit Russland nach St. Petersburg und Mitau. Im Jahr 1766 ernannte er Korff zum Wirklichen Staatsminister und Kanzler in Preußen.
Bei der Umgestaltung des preußischen Justizwesens durch den Großkanzler von Carmer war Korff maßgeblich beteiligt. 1782 schuf er die Ostpreußische Regierung. Ab 1784 war er auch Präsident des Etatministeriums und Kurator der Albertina.
Korff besaß die samländischen Rittergüter Rippen (1740) und Bledau bei Cranz (1746). Seine Mitgliedschaft als Freimaurer gilt als bestätigt.

## Familie
Er heiratete am 2. Mai 1742 Gräfin Juliana Henriette Finck von Finckenstein (* 18. Februar 1723) Tochter von Friedrich Reinhold Finck von Finckenstein (1667–1746). Das Paar hatte folgende Kinder:
- Friedrich Heinrich Baron von Korff (1743–1813), preußischer Hauptmann (Capitain), Erbherr auf Bledau, General-Landschafts-Direktor der Ostpreußischen Landschaft in Königsberg[5][6]
- Karl Wilhelm Freiherr von Korff (1746–1783), preußischer Leutnant
- Sophie Albertine Elisabeth von Korff (* 22. April 1744; † 22. Juli 1795) ⚭ 1770 Generalleutnant Philipp August Wilhelm von Werther
- Luise Charlotte von Korff (* 3. Mai 1756; † 1. April 1789) ⚭ 1775 Generalleutnant Karl Friedrich von Klinckowström
- Heinrich Wilhelm Freiherr von Korff (* 5. Januar 1767)